# Robert Ndip Tambe
Robert Ndip Tambe (Buéa, 22 febbraio 1994) è un calciatore camerunese, attaccante svincolato.

## Carriera

### Club
Dopo aver esordito in patria con il Njalla Quan nel 2013, si trasferisce in Polonia, dove gioca con il Piotrówka. Nel 2016 si trasferisce in Slovacchia, giocando in Superliga con lo Spartak Trnava.

### Nazionale
Ha esordito in nazionale il 3 settembre 2016, in Camerun-Gambia, gara valevole per le qualificazioni alla Coppa d'Africa 2017. È stato convocato per la Coppa d'Africa 2017 in Gabon, vinta proprio dalla selezione camerunese.

## Palmarès

### Club

#### Competizioni nazionali
- Supercoppa di Romania: 1

CFR Cluj: 2018
- Coppa di Moldavia: 1

Sheriff Tiraspol: 2018-2019
- Campionato moldavo: 1

Sheriff Tiraspol: 2019

### Nazionale
- Coppa d'Africa: 1

Gabon 2017